# 欽ちゃんのがんばる!日本大作戦
『欽ちゃんのがんばる!日本大作戦』（きんちゃんのがんばるにっぽんだいさくせん）は、NHK総合テレビで2012年3月まで不定期に放送された特別番組で、萩本欽一の冠番組である。
本項では前身番組である『欽ちゃんのワースト脱出大作戦』（きんちゃんのワーストだっしゅつだいさくせん）についても述べる。

## 概要
番組のコンセプトは、日本全国のさまざまな統計・ランキングの中から、各都道府県のあらゆる分野における不名誉な「ワースト」記録に焦点を当て、その不名誉を記録してしまった地域に、全国のNHK放送局の協力のもと、ワースト脱出を目指すべく、その地域の住民らが立ち上がり、専門家やボランティアらによるプロジェクトのもと、1年間をかけて汚名返上に挑む姿に密着するものであった。

## 番組の歴史
源流は、2010年3月まで放送された『難問解決!ご近所の底力』と、2007年度に地域応援キャンペーンの一環として4回放送された単発特別番組『地域に元気を呼び戻せ〜ワースト脱出大作戦スペシャル〜』（ちいきにげんきをよびもどせ・ワーストだっしゅつだいさくせん- ）であり、本番組はその発展した形となる。当時からメインゲストとして出演した萩本欽一が司会を務めることとなり、タイトルは『欽ちゃんのワースト脱出大作戦』に決まった。萩本曰く「自身のテレビ人生における最後の冠番組」と位置付け、不退転の気持ちで臨む決意を表した。第1回放送は2010年5月7日で、当日は萩本の69歳の誕生日でもあった。なお萩本は前身の時代から関わっており、その縁での起用であった。
2011年12月24日（一部地域では後日）放送より『欽ちゃんのがんばる!日本大作戦』へリニューアルし、これまで取り組んできたワースト脱出はもちろんのこと、2011年に起こった東日本大震災からの復興の取り組みを始め、日本各地でのあらゆる取り組みもテーマとして紹介した。2012年3月23日に第2回が放送された。
本番組の終了後、2013年から2014年にかけてBSプレミアムにて、本番組と同様に萩本の冠司会による『欽ちゃんの全国びっくり王!』が放送された。

## 放送時間
本放送
不定期金曜日 19:30 - 20:43
主に関東地方・甲信越地方で放送された。なお、NHK総合テレビでは金曜日19時台後半と20時台に地域向け番組を編成するため、地域によっては放送日時が異なるか、放送されない場合があった。
再放送
放送翌日の土曜日 10:05 - 11:18
放送日が近づくと、数日前に深夜枠（ミッドナイトチャンネル）にて再放送される場合もあった。

## 出演者

### 司会
- 萩本欽一
- 永井伸一（アナウンサー、東京アナウンス室）
- 杏（モデル・女優。2010春）
- 森泉（モデル・タレント。2010夏 - 2012）

### ワースト脱出請負人
番組で紹介する「ワースト1」の現場へ出向き「脱出請負人」として、ワースト脱出に向けた奮闘ぶりやその成否をリポートした（50音順、肩書は当時のもの）。
2010年度
- 小倉隆史（サッカー解説者、元サッカー選手、1994年日本代表）
- 加藤沙耶香（タレント・グラビアアイドル、元アイドリング!!!1号）
- 櫻井貴史（モデル・俳優）
- 佐々木彩（徳島局アナウンサー）
- 髙橋康輔（秋田局アナウンサー）

2011年度
- 荒井善正（スノーボーダー）
- 内多勝康（名古屋局アナウンサー）
- 川本和久（福島大学教授）
- まえだまえだ（お笑いコンビ、松竹芸能所属）

## 活動内容

### ワースト脱出の取り組み

#### 2010年度
- 「婚姻率ワースト」 - 秋田県横手市十文字町
JA秋田ふるさと青年部に所属する農業青年たちの「畑で婚活」プロジェクト。2010年度に1年がかりで実行するも「ワースト脱出大作戦2011春」でプロジェクト継続となったが、その後については不明。
- 「Jリーグ観客動員ワースト」 - 茨城県水戸市、水戸ホーリーホック
Jリーグ観客動員数ワースト（2009年時点）のJ2・水戸の観客動員数1万人達成のための取り組みを追った。脱出請負人として元日本代表でもある小倉隆史が水戸市立競技場の観客席からリポートを行った。
「ワースト脱出大作戦2011冬」でワースト脱出達成の報告を行ったが、その後チームが東日本大震災に被災したため「2011春」の番組冒頭にて震災後のチームの現況（スタジアムの被害、選手によるボランティア活動等）を紹介した。
- 「交通事故死ワースト」 - 愛知県
交通事故死5年連続ワースト（2009年時点）となった愛知県にて、事故の原因となる名古屋走りなどの無謀運転の対策として、県民総出で行う「愛知スマートドライバーズデイ」ほか数々の取り組みを、同県出身である加藤沙耶香が度々訪れて紹介した。「2011春」でワースト脱出を達成し、その後、各地で「スマートドライバーズ」運動が展開されている。
- 「日本で一番汚い川」 - 奈良県奈良市、菩提川
「ワースト脱出大作戦2010夏」より実施。2010年時点で「日本で一番汚い川」となった菩提川をきれいにするための数々の取り組みを紹介。「2011春」でワースト脱出を達成した。
なお、脱出請負人の櫻井貴史は2008年放送の『ワースト脱出大作戦スペシャル』では当時「日本で一番汚い川」だった千葉県の春木川のワースト脱出を達成させている。
- 「糖尿病死亡率ワースト」 - 徳島県
「ワースト脱出大作戦2010夏」より実施。糖尿病死亡率の高い徳島県民の食生活改善のための取り組みを追った。これも「2011春」でワースト脱出を達成。

#### 2011年度
- 「電力消費&熱中症患者数ワースト」 - 東京都、足立区
「ワースト脱出大作戦2011夏」において「夏の特別企画」として、2010年のデータで最も熱中症の患者数が多かった足立区、および電力消費が最も多く、東日本大震災後に最も関心事となった節電という意味ではワーストの地域である東京都において、暑さ対策をしつつ節電をする取り組みを紹介した。
- 「空き巣認知件数ワースト」 - 愛知県
空き巣被害が2010年まで4年連続の全国ワースト1となった愛知県にて、被害を減らすために地域で取り組んでいる「補助錠普及作戦」を紹介した。
- 「"ゆるキャラ"ワースト」 - 三重県伊賀市、埼玉県羽生市
三重県伊賀市の「はいくちゃん」 と埼玉県羽生市の「いがまんちゃん」 が不人気のため、人気獲得のためのあらゆる作戦の取り組みをまえだまえだが紹介した。
- 「骨髄ドナー登録ワースト」 - 群馬県
骨髄バンクのドナー登録数が全国で最も低い群馬県において、ドナー登録勧誘に取り組むボランティアの活動状況を、プロスノーボーダーの荒井善正が紹介した。
- 「小学生の50m走ワースト」 - 高知県
「ワースト脱出大作戦2011夏」にて紹介。女子ワースト1位、男子は同2位と、かけっこが苦手な高知県の小学5年生のために、福島大学教授・川本和久指導の下、全国平均に追い付くための作戦。

### ワースト脱出以外の取り組み（2011年度後期）
- 「仮設住宅を快適にする」 - 宮城県気仙沼市
「がんばる!日本大作戦2011冬」より。東日本大震災の被害が大きかった気仙沼市では9500世帯が家を失ったため、仮設住宅に住んでいる被災者は様々な不便さに悩まされており、番組では被災者の生活ストレスを減らすべく、福島県郡山市で開かれていた「仮設住宅アイディアコンテスト」に目をつけ、様々なアイディアから実践。なお「〜2011冬」にて萩本は自身も仮設住宅を訪問したことがあり「早くちょっとでもゆとりのある生活にしたい」と述べていた[4]。
- 「廃棄物を少なく除染する」 - 福島県福島市
「がんばる!日本大作戦2011冬」より。東京電力福島第一原子力発電所での事故の影響により、放射線値（被ばく量）が年間1ミリシーベルトを超えているにもかかわらず、行政による除染が進まないことから、福島市民と番組が共同で、廃棄物を最小限に抑えながら除染作業を進めた。

## 放送履歴
※放送日は関東・甲信越地方を基準。
| タイトル                        | 回     | 放送日         | 備考 | 視聴率 |
| ------------------------------- | ------ | -------------- | --- | ------ |
| 欽ちゃんの ワースト 脱出大作戦  | 2010春 | 2010年5月7日   | | -.-%   |
| 欽ちゃんの ワースト 脱出大作戦  | 2010夏 | 2010年8月20日  | この回から司会に森泉が参加。 | -.-%   |
| 欽ちゃんの ワースト 脱出大作戦  | 2011冬 | 2011年1月7日   | | -.-%   |
| 欽ちゃんの ワースト 脱出大作戦  | 2011春 | 2011年5月20日  | 当初は2011年3月18日放送予定だったが、東日本大震災による特別報道態勢のため2カ月延期された。 地上アナログ放送における最後の回となった（7月24日にアナログ終了→デジタル完全移行（岩手・宮城・福島3県を除く））。                                                                                    | -.-%   |
| 欽ちゃんの ワースト 脱出大作戦  | 2011夏 | 2011年8月19日  | デジタル完全移行後最初の放送（岩手・宮城・福島3県は2012年3月31日までアナログ継続）。 『欽ちゃんのワースト脱出大作戦』最終回。 | -.-%   |
| 欽ちゃんの がんばる! 日本大作戦 | 2011冬 | 2011年12月24日 | 『欽ちゃんのがんばる!日本大作戦』初回。 当初は2011年12月23日に全国同時放送の予定だったが、12月19日に 北朝鮮の金正日が死去したことにともない、NHKスペシャル『緊急報告 北朝鮮はどこへ向かうのか』を緊急編成した関係で、当初再放送予定の日時を初回放送とした（関東、東北、新潟、中国・四国地区）。 | -.-%   |
| 欽ちゃんの がんばる! 日本大作戦 | 2012   | 2012年3月23日  | 近畿地区では放送されず、4月2日深夜の再放送が初回放送となった。 この回で事実上最終回となった。 | -.-%   |